# Бенковце
Бенковце (слч. Benkovce) насељено је мјесто са административним статусом сеоске општине (слч. obec) у округу Вранов на Топлој, у Прешовском крају, Словачка Република.

## Становништво
| Година:    | 1994. | 2004.   | 2014.   | 2024.   |
| ---------- | ----- | ------- | ------- | ------- |
| Број људи: | 554   | 541     | 534     | 567     |
| Разлика:   |       | -2,34 % | -1,29 % | +6,17 % |

| Година:    | 2023. | 2024.   |
| ---------- | ----- | ------- |
| Број људи: | 563   | 567     |
| Разлика:   |       | +0,71 % |

Према подацима о броју становника из 2024. године насеље је имало 567 становника.